# Melittia ectothyris
Melittia ectothyris is een vlinder uit de familie wespvlinders (Sesiidae), onderfamilie Sesiinae.
Melittia ectothyris is voor het eerst wetenschappelijk beschreven door Hampson in 1919. De soort komt voor in het Afrotropisch gebied.